# Suất tiêu hao nhiên liệu riêng theo lực đẩy
Suất tiêu hao nhiên liệu riêng theo lực đẩy (tiếng Anh: Thrust-specific fuel consumption (TSFC)) là hiệu suất sử dụng nhiên liệu cùa một động cơ để tạo lực đẩy. TSFC cũng có thể được định nghĩa là mức tiêu hao nhiên liệu (gram/giây) để tạo ra một đơn vị lực đẩy (kilonewton, hay kN). Nó bằng hiệu suất tiêu thụ nhiên liệu chia cho lực đẩy của động cơ.
Ví dụ: Động cơ tên lửa nhiên liệu rắn Avio P80 của tên lửa đẩy Vega có TSFC= 360 (g/kN.s) có nghĩa là để tạo ra 1 kN lực đẩy thì động cơ này cần tiêu thụ nhiên liệu với tốc độ 360 (g) nhiên liệu mỗi giây.
TSFC hay SFC đối với động cơ phản lực (ví dụ: động cơ tuốc bin phản lực luồng, turbofans, ramjets, động cơ tên lửa,...) là khối lượng nhiên liệu cần để tạo ra lực đẩy trong một khoảng thời gian, ví dụ lb/(h·lbf) (pound nhiên liệu mỗi giờ để sinh ra 1 pound lực đẩy) hay g/(s·kN) (gram nhiên liệu mỗi giây để sinh ra 1 kilonewton lực đẩy). Lượng nhiên liệu tiêu thụ thường sử dụng đơn vị khối lượng nhiều hơn thay vì đơn vị thể tích (gallon hay lít) do khối lượng không bị ảnh hưởng bởi nhiệt độ.
Suất tiêu hao nhiên liệu riêng (SFC) của động cơ phản lực nạp khí từ khí quyển khi động cơ đạt tới giá trị hiệu suất tối đa phần nào đó tỉ lệ với tốc độ của dòng khí xả. Mức nhiên liệu tiêu hao tính theo dặm hoặc kilomet thường được dùng để so sánh giữa các máy bay bay hành trình ở các tốc độ khác nhau. Bên cạnh đó cũng tồn tại đại lượng suất tiêu hao nhiên liệu theo năng lượng riêng (power-specific fuel consumption), bằng suất tiêu hao nhiên liệu theo lực đẩy riêng chia cho tốc độ. Nó có đơn vị pound trên giờ trên mã lực.
TSFC tỉ lệ thuận với Xung lực đẩy riêng.

## Ý nghĩa của đại lượng Suất tiêu hao nhiên liệu riêng
Suất tiêu hao nhiên liệu riêng (tiếng Anh: Specific fuel consumption-SFC) phụ thuộc vào thiết kế của động cơ, nhưng sự khác biệt của suất tiêu hao nhiên liệu riêng giữa các động cơ khác nhau sử dụng cùng một cơ sở công nghệ là nhỏ. Để giảm suất tiêu hao nhiên liệu, phải tăng tỉ lệ nén không khí tổng thể (overall pressure ratio).
Trong thực tiễn, các đại lượng khác thường có ý nghĩa quan trọng hơn trong việc đánh giá hiệu suất sử dụng nhiên liệu của động cơ. Ví dụ, ở máy bay, động cơ tuốc bin (phản lực hoặc cánh quạt) thường nhỏ hơn và nhẹ hơn nhiều sơ với các động cơ piston có cùng công suất, cả hai đặc tính này sẽ làm giảm lực cản tác động lên máy bay và  do đó làm giảm năng lượng cần thiết để tạo lực đẩy cho máy bay. Do đó, động cơ phản lực tuốc bin có hiệu suất tạo ra lực đẩy lớn hơn nhiều so với động cơ piston.
Giá trị của SFC khác nhau tùy thuộc vào chế độ của miệng xả, độ cao bay, thời tiết. Đối với động cơ phản lực không khí, tốc độ bay cũng là một chỉ số quan trọng. Tốc độ của không khí xung quanh sẽ làm cản trở vận tốc luồng phụt phản lực. Hơn nữa, do công tính bằng lực nhân với quãng đường, nên công suất bằng lực nhân với tốc độ của máy bay. Do đó, mặc dù thông thường SFC là đại lượng hữu ích để xác định hiệu suất nhiên liệu, nhưng để so sánh động cơ ở các vận tốc khác nhau ta nên chia nó cho vận tốc.
- Ví dụ, máy bay chở khách Concorde bay hành trình ở tốc độ 1354 dặm/giờ, hay 7,15 triệu feet mỗi giờ, động cơ của Concord có SFC là 1,195 lb/(lbf·h); có nghĩa là động cơ của Concord đã chuyển hóa 17,9 MJ/kg nhiên liệu, bằng với mức tiêu hao nhiên liệu SFC là 0,50 lb/(lbf·h) của máy bay bay dưới âm ở tốc độ 570 dặm/h, nghĩa là thậm chí còn tốt hơn các động cơ hiện đại; động cơ Olympus 593 trên chiếc Concorde là động cơ có hiệu suất cao nhất thế giới.[2][3] Tuy nhiên, Concorde cuối cùng lại có khung thân nặng hơn và do bay ở tốc độ siêu âm, sẽ có hiệu suất khí động học thấp, ví dụ như tỉ lệ lực nâng/lực kéo là rất thấp.

## Đơn vị đo
|                  | Xung lực đẩy riêng (theo trọng lượng) | Xung lực đẩy riêng (theo khối lượng) | Vận tốc khí xả hiệu dụng | Suất tiêu thụ nhiên liệu riêng           |
| ---------------- | ------------------------------------- | ------------------------------------ | ------------------------ | ---------------------------------------- |
| SI               | =X giây                               | =9.8066 X N·s/kg                     | =9.8066 X m/s            | =101,972 (1/X) g/(kN·s) / {g/(kN·s)=s/m} |
| Đơn vị Hoàng gia | =X giây                               | =X lbf·s/lb                          | =32.16 X ft/s            | =3,600 (1/X) lb/(lbf·h)                  |

## Giá trị tiêu hao nhiên liệu riêng theo lực đẩy ở một số loại động cơ
| Model        | SL thrust                        | BPR       | OPR         | SL SFC                                    | SFC khi bay hành trình                    | Trọng lượng                     | Layout                    | giá thành (triệu $) | Đưa vào hoạt động |
| ------------ | -------------------------------- | --------- | ----------- | ----------------------------------------- | ----------------------------------------- | ------------------------------- | ------------------------- | ------------------- | ----------------- |
| GE GE90      | 90.000 lbf 400 kN                | 8.4       | 39.3        |                                           | 0,545 lb/(lbf⋅h) 15,4 g/(kN⋅s)            | 16.644 lb 7.550 kg              | 1+3LP 10HP 2HP 6LP        | 11                  | 1995              |
| RR Trent     | 71.100–91.300 lbf 316–406 kN     | 4.89-5.74 | 36.84-42.7  |                                           | 0,557–0,565 lb/(lbf⋅h) 15,8–16,0 g/(kN⋅s) | 10.550–13.133 lb 4.785–5.957 kg | 1LP 8IP 6HP 1HP 1IP 4/5LP | 11-11.7             | 1995              |
| PW4000       | 52.000–84.000 lbf 230–370 kN     | 4.85-6.41 | 27.5-34.2   | 0,348–0,359 lb/(lbf⋅h) 9,9–10,2 g/(kN⋅s)  |                                           | 9.400–14.350 lb 4.260–6.510 kg  | 1+4-6LP 11HP 2HP 4-7LP    | 6.15-9.44           | 1986-1994         |
| RB211        | 43.100–60.600 lbf 192–270 kN     | 4.30      | 25.8-33     |                                           | 0,570–0,598 lb/(lbf⋅h) 16,1–16,9 g/(kN⋅s) | 7.264–9.670 lb 3.295–4.386 kg   | 1LP 6/7IP 6HP 1HP 1IP 3LP | 5.3-6.8             | 1984-1989         |
| GE CF6       | 52.500–67.500 lbf 234–300 kN     | 4.66-5.31 | 27.1-32.4   | 0,32–0,35 lb/(lbf⋅h) 9,1–9,9 g/(kN⋅s)     | 0,562–0,623 lb/(lbf⋅h) 15,9–17,6 g/(kN⋅s) | 8.496–10.726 lb 3.854–4.865 kg  | 1+3/4LP 14HP 2HP 4/5LP    | 5.9-7               | 1981-1987         |
| D-18         | 51.660 lbf 229,8 kN              | 5.60      | 25.0        |                                           | 0,570 lb/(lbf⋅h) 16,1 g/(kN⋅s)            | 9.039 lb 4.100 kg               | 1LP 7IP 7HP 1HP 1IP 4LP   |                     | 1982              |
| PW2000       | 38.250 lbf 170,1 kN              | 6         | 31.8        | 0,33 lb/(lbf⋅h) 9,3 g/(kN⋅s)              | 0,582 lb/(lbf⋅h) 16,5 g/(kN⋅s)            | 7.160 lb 3.250 kg               | 1+4LP 11HP 2HP 5LP        | 4                   | 1983              |
| PS-90        | 35.275 lbf 156,91 kN             | 4.60      | 35.5        |                                           | 0,595 lb/(lbf⋅h) 16,9 g/(kN⋅s)            | 6.503 lb 2.950 kg               | 1+2LP 13HP 2 HP 4LP       |                     | 1992              |
| IAE V2500    | 22.000–33.000 lbf 98–147 kN      | 4.60-5.40 | 24.9-33.40  | 0,34–0,37 lb/(lbf⋅h) 9,6–10,5 g/(kN⋅s)    | 0,574–0,581 lb/(lbf⋅h) 16,3–16,5 g/(kN⋅s) | 5.210–5.252 lb 2.363–2.382 kg   | 1+4LP 10HP 2HP 5LP        |                     | 1989-1994         |
| CFM56        | 20.600–31.200 lbf 92–139 kN      | 4.80-6.40 | 25.70-31.50 | 0,32–0,36 lb/(lbf⋅h) 9,1–10,2 g/(kN⋅s)    | 0,545–0,667 lb/(lbf⋅h) 15,4–18,9 g/(kN⋅s) | 4.301–5.700 lb 1.951–2.585 kg   | 1+3/4LP 9HP 1HP 4/5LP     | 3.20-4.55           | 1986-1997         |
| D-30         | 23.850 lbf 106,1 kN              | 2.42      |             |                                           | 0,700 lb/(lbf⋅h) 19,8 g/(kN⋅s)            | 5.110 lb 2.320 kg               | 1+3LP 11HP 2HP 4LP        |                     | 1982              |
| JT8D         | 21.700 lbf 97 kN                 | 1.77      | 19.2        | 0,519 lb/(lbf⋅h) 14,7 g/(kN⋅s)            | 0,737 lb/(lbf⋅h) 20,9 g/(kN⋅s)            | 4.515 lb 2.048 kg               | 1+6LP 7HP 1HP 3LP         | 2.99                | 1986              |
| BR700        | 14.845–19.883 lbf 66,03–88,44 kN | 4.00-4.70 | 25.7-32.1   | 0,370–0,390 lb/(lbf⋅h) 10,5–11,0 g/(kN⋅s) | 0,620–0,640 lb/(lbf⋅h) 17,6–18,1 g/(kN⋅s) | 3.520–4.545 lb 1.597–2.062 kg   | 1+1/2LP 10HP 2HP 2/3LP    |                     | 1996              |
| D-436        | 16.865 lbf 75,02 kN              | 4.95      | 25.2        |                                           | 0,610 lb/(lbf⋅h) 17,3 g/(kN⋅s)            | 3.197 lb 1.450 kg               | 1+1L 6I 7HP 1HP 1IP 3LP   |                     | 1996              |
| RR Tay       | 13.850–15.400 lbf 61,6–68,5 kN   | 3.04-3.07 | 15.8-16.6   | 0,43–0,45 lb/(lbf⋅h) 12–13 g/(kN⋅s)       | 0,690 lb/(lbf⋅h) 19,5 g/(kN⋅s)            | 2.951–3.380 lb 1.339–1.533 kg   | 1+3LP 12HP 2HP 3LP        | 2.6                 | 1988-1992         |
| RR Spey      | 9.900–11.400 lbf 44–51 kN        | 0.64-0.71 | 15.5-18.4   | 0,56 lb/(lbf⋅h) 16 g/(kN⋅s)               | 0,800 lb/(lbf⋅h) 22,7 g/(kN⋅s)            | 2.287–2.483 lb 1.037–1.126 kg   | 4/5LP 12HP 2HP 2LP        |                     | 1968-1969         |
| GE CF34      | 9.220 lbf 41,0 kN                |           | 21          | 0,35 lb/(lbf⋅h) 9,9 g/(kN⋅s)              |                                           | 1.670 lb 760 kg                 | 1F 14HP 2HP 4LP           |                     | 1996              |
| AE3007       | 7.150 lbf 31,8 kN                |           | 24.0        | 0,390 lb/(lbf⋅h) 11,0 g/(kN⋅s)            |                                           | 1.581 lb 717 kg                 |                           |                     |                   |
| ALF502/LF507 | 6.970–7.000 lbf 31,0–31,1 kN     | 5.60-5.70 | 12.2-13.8   | 0,406–0,408 lb/(lbf⋅h) 11,5–11,6 g/(kN⋅s) | 0,414–0,720 lb/(lbf⋅h) 11,7–20,4 g/(kN⋅s) | 1.336–1.385 lb 606–628 kg       | 1+2L 7+1HP 2HP 2LP        | 1.66                | 1982-1991         |
| CFE738       | 5.918 lbf 26,32 kN               | 5.30      | 23.0        | 0,369 lb/(lbf⋅h) 10,5 g/(kN⋅s)            | 0,645 lb/(lbf⋅h) 18,3 g/(kN⋅s)            | 1.325 lb 601 kg                 | 1+5LP+1CF 2HP 3LP         |                     | 1992              |
| PW300        | 5.266 lbf 23,42 kN               | 4.50      | 23.0        | 0,391 lb/(lbf⋅h) 11,1 g/(kN⋅s)            | 0,675 lb/(lbf⋅h) 19,1 g/(kN⋅s)            | 993 lb 450 kg                   | 1+4LP+1HP 2HP 3LP         |                     | 1990              |
| JT15D        | 3.045 lbf 13,54 kN               | 3.30      | 13.1        | 0,560 lb/(lbf⋅h) 15,9 g/(kN⋅s)            | 0,541 lb/(lbf⋅h) 15,3 g/(kN⋅s)            | 632 lb 287 kg                   | 1+1LP+1CF 1HP 2LP         |                     | 1983              |
| FJ44         | 1.900 lbf 8,5 kN                 | 3.28      | 12.8        | 0,456 lb/(lbf⋅h) 12,9 g/(kN⋅s)            | 0,750 lb/(lbf⋅h) 21,2 g/(kN⋅s)            | 445 lb 202 kg                   | 1+1L 1C 1H 1HP 2LP        |                     | 1992              |

Bảng sau cho giá trị hiệu suất khi động cơ hoạt động ở 80% lực đẩy, là trạng thái phổ biến khi máy bay bay hành trình, theo đó, mực tiêu thụ nhiên liệu sẽ là thấp nhất. Hiệu suất của động cơ máy bay cánh quạt sẽ được tính bằng công suất chia cho tốc độ tiêu hao năng lượng. Do công suất bằng lực nhân với vận tốc, hiệu suất sẽ được cho bởi công thức
{\displaystyle \eta =V/(SFC\times h)}
trong đó V là vận tốc còn h là năng lượng riêng của nhiên liệu.
| Turbofan | Hiệu suất        |
| -------- | ---------------- |
| GE90     | 36.1%            |
| PW4000   | 34.8%            |
| PW2037   | 35.1% (M.87 40K) |
| PW2037   | 33.5% (M.80 35K) |
| CFM56-2  | 30.5%            |
| TFE731-2 | 23.4%            |